# Patrik Haitl
Patrik Haitl (* 1. březen 1998, Jílové u Prahy) je český fotbalový obránce a bývalý mládežnický reprezentant, který hraje za Zbrojovku Brno.

## Klubová kariéra

### Mládežnické roky
Haitl je odchovancem pražské Slavie, ještě v mládežnickém věku pak přestoupil do Jablonce.

### FK Jablonec
Haitl se do prvního týmu propracoval přes týmy mládežnické a rezervní. Úplně první zápas za první tým pak odehrál v září 2020 proti Ostravě. K 10. únoru 2021 odehrál celkem šest ligových zápasů, ve kterých branku nevstřelil.
Jinak v průběhu let hrál především za třetiligovou rezervu. Nastoupil za ni k 17 zápasům, ve kterých se střelecky neprosadil. 2. srpna 2022 odešel do SFC Opava.

#### SK Benešov (hostování)
V únoru 2018 byl pro větší zápasové vytížení a nabírání zkušeností poslán na hostování do třetiligového Benešova. Po dobu čtyři měsíce trvajícího hostování nastoupil do 14 ligových zápasů, branku nevstřelil.

### SFC Opava
Za první sezónu odehrál 19 zápasů, obdržel 3 žluté karty a ani jednou se střelecky neprosadil. V průběhu působení střídal první mužstvo i rezervu. Prvního gólu v opavských barvách se dočkal dne 9. listopadu 2024 proti brněnské Zbrojovce, kdy svojí střelou překonal brankáře Sváčka a ve 12. minutě otevřel skóre zápasu, který skončil remízou 2:2. Na přelomu roku 2024 v Opavě smlouvu neprodloužil a opustil tento klub.

### FC Zbrojovka Brno
Dvouletý kontrakt podepsal v brněnské Zbrojovce dne 3. ledna 2025.

## Reprezentační kariéra
Haitl taktéž krátce nastupoval za výběry U18 a U19 České reprezentace, na kontě má celkem 7 reprezentačních startů.

## Klubové statistiky
- aktuální k 17. prosinci 2024.

| Tým           | Sezona            | Liga   | Liga   | Pohár  | Pohár  | Evropské poháry | Evropské poháry |
| Tým           | Sezona            | Zápasy | Branky | Zápasy | Branky | Zápasy          | Branky          |
| ------------- | ----------------- | ------ | ------ | ------ | ------ | --------------- | --------------- |
| SK Benešov    | 2017/18 (3. liga) | 14     | 0      | -      | -      | -               | -               |
| FK Jablonec B | 2019/20 (3. liga) | 14     | 0      | -      | -      | -               | -               |
| FK Jablonec B | 2020/21 (3. liga) | 3      | 0      | -      | -      | -               | -               |
| FK Jablonec   | 2020/21           | 6      | 0      | -      | -      | -               | -               |
| FK Jablonec   | 2021/22           | 1      | 0      | 2      | -      | 0               | 0               |
| FK Jablonec B | 2021/22           | 19     | 0      | 0      | -      | -               | -               |
| SFC Opava     | 2022/23           | 19     | 0      | 2      | -      | -               | -               |
| SFC Opava     | 2023/24           | 21     | 0      | 3      | -      | -               | -               |
| SFC Opava     | 2024/25           | 8      | 2      | 2      | -      | -               | -               |
| Celkem        | Celkem            | 105    | 2      | 9      | 0      | 0               | 0               |